# Lijn van de Spaanse troonopvolging
De Spaanse wet gaat uit van een voorkeur voor mannelijke nazaten op de troon. Hiermee is het een variant op de Salische Wet. Op dit moment gaan mannen daarom voor op vrouwen in de Spaanse troonopvolging, maar kinderen gaan voor op broers en zussen. Sinds de geboorte van Leonor woedt er in Spanje een discussie of deze wet afgeschaft moet worden, zodat altijd het oudste kind op de troon komt, onafhankelijk van de vraag of het een zoon of dochter is. 

## Lijn van troonopvolging
- Koning Juan Carlos I (1938)
  -  Koning Felipe VI (1968), zoon van Juan Carlos I
    - (1) Prinses Leonor, Prinses van Asturië (2005), dochter van Felipe VI
    - (2) Prinses Sofía (2007), dochter van Felipe VI

  - (3) Prinses Elena (1963), dochter van Juan Carlos I
    - (4) Felipe de Marichalar y Borbón (1998), zoon van Elena
    - (5) Victoria de Marichalar y Borbón (2000), dochter van Elena

  - (6) Prinses Cristina (1965), dochter van Juan Carlos I
    - (7) Juan Urdangarin y de Borbón (1999), zoon van Cristina
    - (8) Pablo Urdangarin y de Borbón (2000), zoon van Cristina
    - (9) Miguel Urdangarin y de Borbón (2002), zoon van Cristina
    - (10) Irene Urdangarin y de Borbón (2005), dochter van Cristina